# Ibiraçu
Ibiraçu es el nombre de un municipio del estado de Espírito Santo, Brasil. Cubre 201,25 km 2 (77,70 millas cuadradas) y tiene una población de 12.591 con una densidad de población de 66 habitantes por kilómetro cuadrado. El 73% de la población reside en áreas urbanas y el 27% en áreas rurales.
Limita con los municipios de João Neiva (N), Santa Teresa (W), Fundão (S). Se encuentra a 75 kilómetros (47 millas) al norte de la capital del estado de Vitória.
La topografía de Ibiraçu está formada por colinas y algunas zonas montañosas. Los picos notados en el municipio incluyen Monte Negro, Morro Encantado y Morro da Vargem.

## Historia
Ibiraçu fue fundada en 1877 por un grupo de 54 familias que partieron de la región de Génova en el norte de Italia. Después de un viaje en barco de vapor de 35 días, los inmigrantes llegaron a la capital del estado de Vitória, fueron puestos en cuarentena brevemente, luego viajaron en barco y canoa para colonizar las cabeceras del río Piraqueaçu. La zona donde se asentaron se conocía entonces como Núcleo Colonial de Santa Cruz ya que el pueblo más accesible a él era Santa Cruz, en la desembocadura del Piraqueaçu. Los primeros pobladores del municipio se vieron afectados por el brote de fiebre amarilla de 1895, que suspendió el asentamiento de Espírito Santo y mató a 41 miembros. 
La capital de esta zona se conoció primero como Conde D'eu, y más tarde fue conocida por muchos nombres como Bocaiúva (después de la proclamación de la república), Vila Guaraná (después de que se convirtió en municipio), Pau Gigante en 1892 (que significa árbol gigante, debido a un gran cantidad árbol en la región), y solo en 1942 tanto la ciudad como el municipio ganaron Ibiraçu como su nombre. En la historia reciente es notable mencionar la separación del municipio de João Neiva.

## Monasterio
En Morro da Vargem, una montaña al sur de Ibiraçu, se halla el Mosteiro Zen Morro da Vargem, un monasterio budista Sōtō Zen. Fue fundado en 1974 y pretende ser el primer monasterio budista de América del Sur. El monasterio se ha centrado en la reforestación de Morro da Vargem y la restauración de la vegetación del Bosque Atlántico (Mata Atlântica). 

## Economía
El cultivo de café y eucalipto forma la base de la economía de Ibiraçu. La piscicultura es nueva en el municipio. 